# Convegno dell'hotel Parco dei Principi
Il convegno dell'hotel Parco dei Principi è il nome con cui divenne noto il Convegno sulla guerra rivoluzionaria, organizzato dal 3 al 5 maggio del 1965 dall'Istituto di studi militari Alberto Pollio all'hotel Parco dei Principi di Roma.

## Storia
Organizzato per iniziativa di tre giornalisti appartenenti agli ambienti della destra, Enrico de Boccard, Gianfranco Finaldi ed Edgardo Beltrametti (quest'ultimo inserito come informatore nei servizi segreti da Giuseppe Aloia, mente occulta del Pollio e capo di stato maggiore della difesa), il convegno ebbe come tema principale La guerra rivoluzionaria, una dottrina che in quegli anni circolava soprattutto negli ambienti militari e mirata a coordinare e dare maggior vigore alla lotta contro la possibile avanzata del comunismo in Italia.
In un contesto storico in cui il Partito Comunista Italiano sembrava riscuotere consensi crescenti, e nel quale la Democrazia Cristiana - pur mantenendo saldamente posti e posizioni di potere - sembrava progressivamente cedere terreno alla sinistra, secondo i relatori del convegno occorreva che una parte della destra si facesse carico di una reazione alla crescita del pericolo comunista, affiancandosi, in questa attività, ad apparati dello stato particolarmente 'sensibili': uomini dei servizi segreti, dei carabinieri e militari di fede neofascista e insofferenti alle leggi della Repubblica Italiana.
Assunto fondativo del convegno era che un terzo conflitto mondiale fosse già in atto, anche se non nelle forme tradizionali, ma seguendo "dottrine, tecniche, procedimenti, formule e concetti totalmente inediti, elaborati adottati e sperimentati dai comunisti in termini globali e su scala planetaria ai cui principi è ispirata comunque e dovunque la condotta non soltanto degli Stati comunisti ma anche dei partiti comunisti che operano nei paesi del mondo libero e per i quali la competizione politica è in ultima analisi un fatto bellico avente come obiettivo la sconfitta totale dell'avversario"
Secondo De Boccard "la libertà dell'uomo consiste proprio nel respingere anche ciò che può apparire vantaggioso per lui, e con molta semplicità diremo perciò che rifuggiamo dal comunismo, che non accettiamo il comunismo, che combattiamo il marxismo ed esprimiamo pubblicamente la nostra volontà di combatterlo e soprattutto sul suo stesso terreno, restituendogli – tanto che siamo sulla difensiva – colpo per colpo e ben decisi, quando ciò sarà finalmente concesso dal maturarsi di situazioni, dall'intesa di uomini e soprattutto dalla chiara, realistica visione di una situazione che minaccia ogni giorno di più di diventare catastrofica, di passare risolutamente e con estrema spregiudicatezza all'offensiva. Restituendo, se necessario, abbondantemente ai comunisti il terrore che essi hanno imposto al mondo." Beltrametti descrisse invece l'opposizione all'avanzata comunista come "un compito espressamente richiestoci dall'Alleanza Atlantica".
Al convegno parteciparono personaggi legati al mondo anticomunista, in particolare militari di alto grado, imprenditori, politici, giornalisti, ed un gruppo di 20 studenti universitari invitati (la maggior parte neofascisti). "Oltre ad alti ufficiali dell'esercito come Guido Giannettini, fra coloro che erano stati presenti con un intervento [vi fu] Pino Rauti e fra gli studenti universitari invitati per apprendere le nuove teorie giovani come Stefano Delle Chiaie e Mario Merlino, personaggi tutti i cui nomi sarebbero comparsi pochi anni dopo nelle cronache delle indagini sui più gravi fatti eversivi" a partire dalla strage di Piazza Fontana.

### Gli interventi
- Enrico De Boccard: "Lineamenti ed interpretazione storica della guerra rivoluzionaria"
- Eggardo Beltrametti: "La guerra rivoluzionaria: filosofia, linguaggio e procedimenti"
- Vittorio De Biasi: "Necessità di un'azione concreta contro la penetrazione comunista"
- Pino Rauti: "La tattica della penetrazione comunista in Italia"
- Renato Mieli: "L'insidia psicologica della guerra rivoluzionaria in Italia"
- Marino Bon Valsassina: "L'aggressione comunista all'economia italiana"
- Carlo De Risio: "Lenin, primo dottrinario della guerra rivoluzionaria"
- Giorgio Pisanò: "Guerra rivoluzionaria in Italia 1943-1945"
- Giano Accame: "La controrivoluzione degli ufficiali greci"
- Gino Ragno: "I giovani patrioti europei"
- Alfredo Cattabiani: "Un'esperienza controrivoluzionaria dei cattolici francesi"
- Guido Giannettini: "La varietà delle tecniche nella condotta della guerra rivoluzionaria"
- Giorgio Torchia: "Dalla guerra d'Indocina alla guerra del Vietnam"
- Giuseppe Dall'Ongaro: "Tre esperienze: la lezione di Berlino, Congo, Vietnam"
- Vanni Angeli: "L'azione comunista nel campo dell'informazione"
- Fausto Gianfranceschi: "L'arma della cultura nella guerra rivoluzionaria"
- Ivan Matteo Lombardo: "Guerra comunista permanente contro l'occidente"
- Vittorio De Biasi: "La guerra politica, strumento dell'espansionismo sovietico. Il poliformismo dell'infiltrazione"
- Dorello Ferrari: "Aspetti della guerra rivoluzionaria in Europa"
- Osvaldo Roncolini: "L'aggressione comunista vista da un combattente"
- Pio Filippani Ronconi: "Ipotesi per una contro rivoluzione"
- Adriano Magi-Braschi: "Spoliticizzare la guerra"
- Eggardo Beltrametti: "Sguardo riassuntivo"

### Partecipanti
Tra i partecipanti al convegno vi furono:
- Enrico de Boccard (cofondatore dell'Istituto di studi militari Alberto Pollio)
- Gianfranco Finaldi (cofondatore dell'Istituto di studi militari Alberto Pollio)
- Salvatore Alagna (presidenza)
- Eggardo Beltrametti (curatore degli atti)
- Stefano Delle Chiaie (politico, fondatore di Avanguardia Nazionale)
- Mario Merlino (attivista politico, cofondatore del Circolo anarchico 22 marzo)
- Alceste Nulli-Augusti (generale dei paracadutisti)
- Osvaldo Roncolini (generale)
- Adriano Magi-Braschi (colonnello di artiglieria)
- Renato Mieli (giornalista fondatore di ANSA e colonnello del PWB anglo-americano)
- Marino Bon Valsassina (docente universitario)
- Vittorio De Biasi (ingegnere, all'epoca vice presidente e consigliere delegato della Edison di Milano)
- Carlo De Risio (giornalista)
- Gino Ragno (giornalista)
- Alfredo Cattabiani (editore)
- Giorgio Torchia (giornalista)
- Giuseppe Dell'Ongaro (giornalista)
- Vanni Angeli (giornalista)
- Fausto Gianfranceschi (giornalista)
- Dorello Ferrari (diplomatico)
- Ivan Matteo Lombardo (PSDI - agente dell'IRD britannico[senza fonte])
- Pio Filippani Ronconi (docente universitario)
- Guido Giannettini (giornalista, in seguito si scoprì che aveva lavorato per il SID)
- Pino Rauti (politico)
- Carlo Maria Maggi (politico, in seguito terrorista e mandante della strage di piazza della Loggia)
- Giorgio Pisanò (politico)

## Interpretazioni
Al di là dei sospetti che il convegno fosse finanziato dall'Ufficio REI del SIFAR diretto dal colonnello Renzo Rocca, trent'anni dopo le dichiarazioni di Paolo Emilio Taviani, uno dei più autorevoli esponenti politici della prima repubblica, ne individuarono il movente in "iniziative (indubbiamente improvvide ed improprie) assunte in sede istituzionale dagli apparati di sicurezza. Tali dichiarazioni sono venute così (...) a validare (...) l'ipotesi che intorno alla metà degli anni '60 si fosse verificato un innervamento con elementi della destra radicale di strutture clandestine distinte dalla Gladio ed aventi riferimento istituzionale nel vertice delle forze armate e/o nel servizio segreto militare e/o nel Viminale. Era un'ipotesi che l'acquisizione degli atti del noto Convegno organizzato in Roma dall'Istituto Pollio nel maggio del 1965 rendevano già fortemente verosimile, attesa appunto la compresenza, nell'organizzazione e nello svolgimento del convegno, di personalità politiche ed istituzionali e di elementi della destra radicale, uniti dal collante di un anticomunismo estremo e decisamente orientato ad affidare a metodi diversi da quello democratico il contrasto alla penetrazione di una ideologia, sentita come nemica, nei gangli vitali della società italiana". 
Secondo alcune opinioni questo convegno rappresenterebbe, per quanto riguarda l'Italia, l'elaborazione teorica, la pianificazione e l'inizio della "strategia della tensione" e degli "opposti estremismi", inserito nella più ampia operazione internazionale "false flag" nota come "operazione CHAOS" e volta a contrastare l'avanzata del comunismo nel mondo.
La creazione dei Nuclei per la Difesa dello Stato è la realizzazione di un obiettivo del convegno. Il generale Aloia darà l'avvio alla loro costituzione e un suo fedele, il colonnello Adriano Magi-Braschi, ne curerà l’attuazione. Magi-Braschi, a lungo distaccato presso il SIFAR, appartiene alla cellula veneta di Ordine Nuovo e inserisce gli ordinovisti nel corpo misto di civili e militari dei Nuclei di Difesa dello Stato. Sull'attuazione della nuova struttura giunge "l’appoggio esplicito dei vertici militari americani". La guerra psicologica è una forma di persuasione che strumentalizza la paura e il pericolo. La guerra non ortodossa prevede la pianificazione di strutture paramilitari non note al nemico e l’esecuzione di azioni coperte decise da una selezionata cerchia di élite militari e politiche, al di fuori delle procedure istituzionali e all’oscuro del Parlamento.
Giulio Andreotti, politico di spicco della Democrazia Cristiana, definirà a posteriori "inquietante" il convegno.